# Gordian Landwehr
Pater Gordian Landwehr OP (Geburtsname: Hermann Landwehr, * 30. Dezember 1912 in Lohne (Oldenburg); † 11. Juni 1998 in Leipzig) gehörte dem Dominikanerorden an und war über Jahrzehnte Prior des Leipziger Konvents dieses Ordens. Landwehr war der bedeutendste katholische Prediger in der DDR. Der Dominikanerorden verlieh ihm den selten vergebenen Ehrentitel Praedicator Generalis.

## Leben
Hermann Landwehr war das vierte von insgesamt zwölf Kindern eines Gemischtwarenhändlers. Er stammte aus einem dem Katholizismus eng verbundenen Elternhaus. Auch zwei seiner Brüder sind Priester geworden und eine seiner Schwestern Ordensfrau. Im Alter von 13 Jahren wechselte er von der Volksschule an die von Dominikanern geleitete Ordens- und Missionsschule St. Josef in Vechta bei Oldenburg, wo er im Internat lebte und 1932 die Reifeprüfung ablegte. 
Im selben Jahr trat er in Warburg (Westfalen) dem Dominikanerorden bei, studierte Theologie und legte im Mai 1936 die Ewigen Gelübde ab. 1938 wurde er zum Priester geweiht. Nach der Musterung musste Landwehr ab 1941 als Sanitätssoldat in der Wehrmacht dienen. Er war bis zum Kriegsende an der Ostfront eingesetzt. Früh erkannte er, dass sich Wehrmachtssoldaten vieler Kriegsverbrechen in der Sowjetunion schuldig machten. In seiner Autobiografie berichtete Landwehr von Massenmorden an Juden und davon, dass seine Sanitätseinheit jüdische Bedienstete nicht an die SS ausgeliefert habe. Trotzdem haderte er mit sich, dass er nicht genug Mut aufgebracht habe, um mehr Menschen vor dem Zugriff der Nazis zu schützen. Während des Krieges lernte Landwehr die russische Sprache, um besser Kontakt zur einheimischen Bevölkerung aufnehmen zu können. Er feierte in Minsk und Umgebung öfters Gottesdienste für die einheimischen Katholiken, was von der Wehrmacht eigentlich streng verboten war. 
Im Frühjahr 1945 gelangte Landwehr von Gdingen zusammen mit fliehenden Truppen und deutschen Zivilisten nach Dänemark. Bei Kriegsende in Gefangenschaft geraten, wurde er im Herbst 1945 in ein britisches Lager bei Lütjenburg in Schleswig-Holstein überstellt. Im Mai 1946 kehrte er zu seinem Konvent nach Düsseldorf zurück. 
1951 wurde er auf eigenen Wunsch von Düsseldorf nach Leipzig versetzt, um in Ostdeutschland als Volksmissionar tätig werden zu können. Am Dominikanerkloster St. Albert in Leipzig-Wahren war Landwehr in der zugehörigen Gemeinde auch als Gemeindepriester tätig. Im Oktober 1951 konnte er den Grundstein der Kirche St. Albert legen, die 13 Monate später vom Meißener Bischof Heinrich Wienken geweiht wurde. Gleichzeitig erhob der Bischof die Seelsorgsstelle zur Pfarrei unter dem Patronat des Dominikanerordens.
Im Leipziger Oratorium wurde 1951 die Idee entwickelt, spezielle Jugendpredigten zu halten und Landwehr wurde damit beauftragt, diese zu übernehmen. So fand er zu seiner eigentlichen Berufung als unermüdlicher, wortgewaltiger und charismatischer Prediger. Seine Predigten erfreuen sich bald eines gewaltigen Zuspruchs und nach kurzer Zeit wurden seine Jugendpredigten in der Leipziger Universitätskirche zu einer regelmäßigen Einrichtung. Von seinem Orden und den ostdeutschen Bischöfen wurde er beauftragt, in der gesamten DDR als Prediger zu wirken. Zunächst in 30, später sogar in 50 weiteren Städten Ostdeutschlands erreichte er schon Mitte der 50er Jahre fast 20.000 Jugendliche im Monat.
Die große Wirkung, die Landwehr auf die katholische Jugend in der DDR hatte, blieb den kommunistischen Machthabern nicht verborgen. In einem Artikel der Sächsischen Zeitung wurde er 1957 als „Natoprediger im Jesuitengewand“ (sic!) verunglimpft. Nach diesem öffentlichen Angriff rechneten seine Ordensoberen im Westen täglich mit seiner Verhaftung und forderten ihn auf, in die Bundesrepublik zurückzukehren. Der Pater blieb aber mit Zustimmung des Berliner Erzbischofs Julius Döpfner im Osten, weil er mit seinem Weggang nur den Wünschen des Regimes entsprochen hätte. Wegen seiner Popularität wagte es das Regime nicht, ihn zu verhaften, obwohl kein anderer katholischer Prediger die kommunistische Ideologie so offen angriff wie er. In seiner Autobiographie schrieb Landwehr, dass ihm ein SED-Funktionär Ende der 70er Jahre erklärte: „Pater, Sie haben hier Narrenfreiheit; Sie können alles sagen.“
Als ab 1964 publik wurde, dass das SED-Regime die Leipziger Universitätskirche sprengen wollte, verurteilte er diesen Akt mehrfach in seinen Predigten und organisierte den letztlich erfolglosen Widerstand auf katholischer Seite. Im Mai 1968 protestierte Landwehr öffentlich mit nur wenigen Leipziger Mitbürgern gegen die unmittelbar bevorstehende Sprengung der Kirche. Während einige Studenten und Bürger deshalb ins Gefängnis kamen, entging er erneut einer Verhaftung.
Großen Wert legte er auf den Aufbau von grenzüberschreitenden Beziehungen innerhalb des Dominikanerordens. In den 60er Jahren nahm er Kontakt zur polnischen Provinz des Ordens auf. Verfolgte tschechische und slowakische Dominikaner, die in ihrer Heimat vereinzelt lebten und zivilen Berufen nachgehen mussten, verbrachten gemeinsame Tage bei den Leipziger Fratres. Der Konvent in Wahren wurde auf Initiative Gordians auch zur Begegnungsstätte von Dominikanern aus Ländern diesseits und jenseits des Eisernen Vorhangs.
Für Landwehr war die ökumenische Zusammenarbeit der christlichen Konfessionen ein wichtiges Anliegen. In den 80er Jahren hielt er auf Einladung der Evangelischen Kirche zahlreiche Exerzitienkurse, an denen insbesondere Pfarrer und Pastorinnen teilnahmen, ab. Durch ihn wurden die genuin katholischen Glaubensübungen der Exerzitien in der Sächsischen Landeskirche heimisch. Von ihm ausgebildete Kursleiter führen sie bis heute durch.
Aus gesundheitlichen Gründen gab Landwehr 1987 sein Pfarramt in Leipzig-Wahren auf. Aber auch in den folgenden Jahren war er noch in St. Albert und anderen katholischen Kirchen Leipzigs als Prediger tätig. Innerhalb der katholischen Kirche gehörte er, der offener als die meisten Priester über politische Dinge sprach, zu den geistigen Wegbereitern der Wende von 1989.
Gordian Landwehr starb 1998 und wurde am 19. Juni 1998 in der Dominikanerkirche St. Albert in Wahren bestattet. Ihm zu Ehren wurde in unmittelbarer Nähe des Klosters die damalige Lützschenaer Straße in Pater-Gordian-Straße umbenannt.

## Ehrungen
- Praedicator Generalis des Dominikanerordens
- Großes Bundesverdienstkreuz (5. Oktober 1994)[1]

## Werke
- Hoffnung für uns. Verkündigung unter Ulbricht und Honecker. (1991)
- Gebt uns den Himmel wieder. Worte, für die man leben kann. (1993)
- Was ich erleben durfte. (Autobiographie 1995)

### Darstellungen
- Thomas Raabe: SED-Staat und katholische Kirche. Politische Beziehungen 1949–1961; Veröffentlichungen der Kommission für Zeitgeschichte. Reihe B, Forschungen 70; Paderborn 1995; ISBN 3-506-79975-4; S. 246 ff
- Theresa Schneider: Als „politischer Hetzer“ diffamiert – als Vorbild im Glauben gefeiert. Pater Gordian Landwehr OP und seine Bedeutung für die Kirche in Mitteldeutschland; in: Jahrbuch für mitteldeutsche Kirchen- und Ordensgeschichte 1 (2005), S. 66–78
- Joachim Seeger (Hrsg.): Pater Gordian Landwehr. Ein unermüdlicher Verfechter des Glaubens in der Auseinandersetzung mit dem Sozialismus; Aachen 2005; ISBN 3-89514-582-3
- Joachim Seeger: Glaubensmut unter den Bedingungen des Sozialismus anhand der Predigten des Paters Gordian Landwehr; Frankfurt am Main 2001; ISBN 3-631-37619-7
- Joachim Seeger: Landwehr, Gordian. In: Biographisch-Bibliographisches Kirchenlexikon (BBKL). Band 23, Bautz, Nordhausen 2004, ISBN 3-88309-155-3, Sp. 893–895 (Artikel/Artikelanfang im Internet-Archive).